# Acuerdo General sobre el Comercio de Servicios

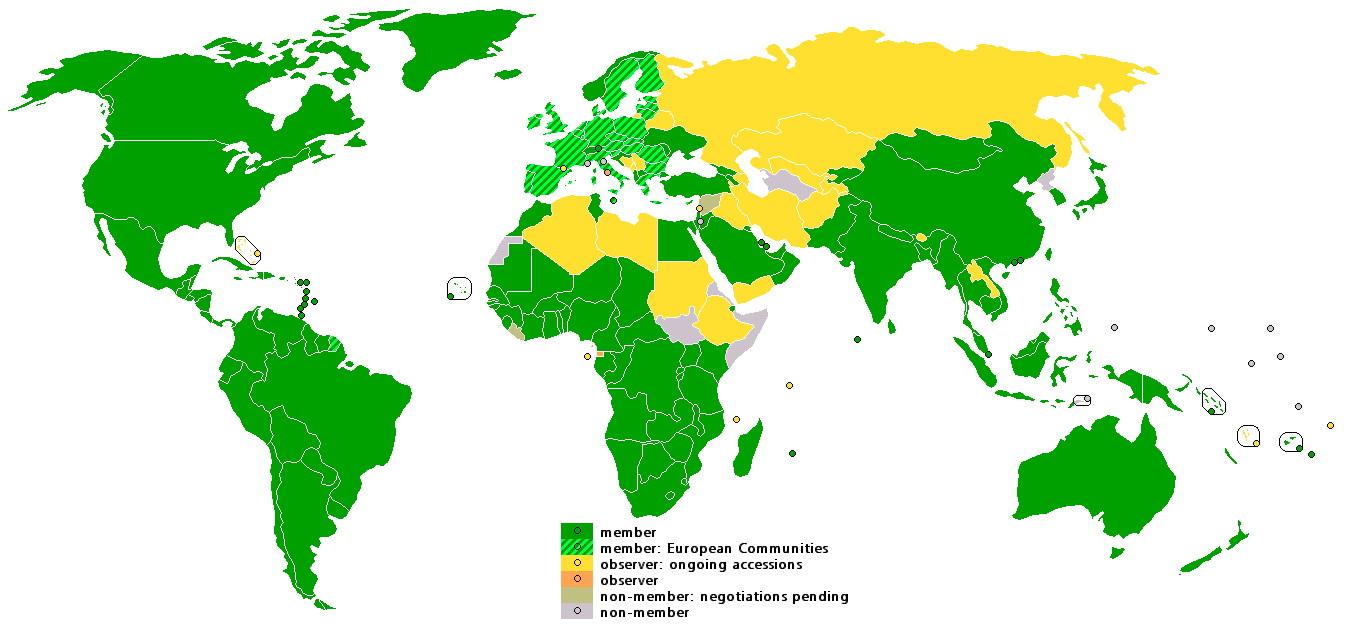
Países de la Organización Mundial de Comercio:
Miembros.
Miembros representados a través de la Unión Europea
Observadores, pendientes de adhesión
Observadores
No miembros, pendientes de adhesión
No miembros

El Acuerdo General sobre el Comercio de Servicios o AGCS (en inglés: General Agreement on Trade in Services o GATS) es un tratado internacional de la Organización Mundial de Comercio, que entró en vigor en enero de 1995 como resultado de las negociaciones de la Ronda de Uruguay. El tratado se firmó para extender el sistema de comercio multilateral al sector de los servicios, a semejanza del sistema que el Acuerdo General sobre Aranceles Aduaneros y Comercio (General Agreement on Tariffs and Trade o GATT) establece para el comercio de mercancías. Todos los miembros de la OMC son signatarios del AGCS.
Los acuerdos de la Ronda de Uruguay fueron el primer paso de un proceso de apertura progresiva de los mercados de servicios, con el fin de lograr un nivel cada vez mayor de liberalización. A tal efecto se estableció un programa de trabajo, comúnmente llamado "programa incorporado", que marca futuras rondas de negociaciones, tanto de alcance general como respecto a sectores concretos. El acuerdo obliga a sus miembros a cumplir los requisitos de transparencia y trato de la nación más favorecida. Sin embargo, en determinadas circunstancias, los miembros pueden introducir excepciones temporales a esta regla, así como a los compromisos específicos sobre acceso a los mercados y trato nacional.

## Trasfondo histórico
Antes de que las negociaciones comenzaran en 1986, servicios públicos tales como la sanidad, correos, educación, etc. no estaban incluidos en los acuerdos de comercio internacional. La mayoría de estos servicios estaban restringidos a empresas locales o administraciones públicas, con dificultades y restricciones para extenderse más allá de las fronteras nacionales. Sin embargo, en muchos países existía participación extranjera en el ámbito de los servicios antes de la aprobación de AGCS.
Parte de los sectores de servicios —en particular, las finanzas internacionales y el transporte marítimo— habían estado abiertos durante siglos, como elementos necesarios para el comercio de mercancías. Otros amplios sectores habían experimentado grandes cambios en las décadas previas, en los ámbitos técnicos y regulatorios, favoreciendo la participación privada y reduciendo las barreras al libre comercio. Con la aparición de las tecnologías de la información se amplió el rango de servicios susceptibles de comercio internacional, como la enseñanza a distancia, los servicios de ingeniería, arquitectura o la publicidad.
Desde 1947, el comercio internacional de mercancías estaba regulado por el GATT (General Agreement on Tariffs and Trade). Durante la ronda de negociaciones de Uruguay, que tuvo lugar entre 1986 y 1993, se acordaron tres temas fundamentales:
- se creó la Organización Mundial de Comercio, como un organismo internacional estable.
- se reeditó el tratado del GATT, para adecuarlo a la nueva situación.
- se acordó la creación de tratados internacionales a semejanza del GATT, en los ámbitos de los mercado de servicios, propiedad intelectual, banca y seguros.

## Contenido del acuerdo
El acuerdo consta de seis partes:
- Parte I: Alcance y Definición: contiene definiciones básicas sobre el comercio internacional de servicios.
- Parte II: Obligaciones y Disciplinas Generales: detalla las obligaciones contraídas de forma general por cada miembro signatario del acuerdo.
- Parte III: Compromisos Específicos: regula las condiciones de apertura de los mercados y trato nacional, que cada país puede adoptar voluntariamente y de forma individualizada por sectores.
- Parte IV: Liberalización Progresiva: fija nuevas rondas de negociaciones, y regula la creación y modificación de las listas de compromisos de cada miembro.
- Parte V: Disposiciones Institucionales: regula las consultas, cooperación y resolución de disputas entre miembros.
- Parte VI: Disposiciones Finales: contiene un glosario de términos y los anexos.

### Objetivos
El objetivo fundamental del Acuerdo General sobre el Comercio de Servicios es eliminar las barreras al comercio internacional de servicios. Esto se consigue mediante la liberalización económica de los mercados, regulando la libre concurrencia del capital privado, la libre competencia y la privatización de las empresas públicas. No obstante, los miembros firmantes del acuerdo son libres de elegir qué sectores serán liberalizados, bajo qué modalidad de suministro, y hasta cierto punto, el plazo.

### Obligaciones de los miembros
Los países que suscribieron el acuerdo están sujetos a dos obligaciones principales:
- el trato de la nación más favorecida, por el que «cada Miembro otorgará inma e incondicionalmente a los servicios y a los proveedores de servicios de cualquier otro Miembro un trato no menos favorable que el que conceda a los servicios similares y a los proveedores de servicios similares de cualquier otro país».[2]
- obligación de transparencia, por la que cada miembro debe publicar todas las medidas, acuerdos internacionales firmados, leyes y reglamentos aprobados, que afecten al AGCS.

Así mismo, se establecen "compromisos específicos", que pueden ser adoptados en su caso:
- sobre acceso a los mercados: los países miembros no podrán establecer limitaciones al número de proveedores, al volumen total o al número de operaciones ejecutadas, al número de personas físicas que un proveedor pueda emplear, o a la participación en el capital. Tampoco podrán restringir o prescribir la forma jurídica que debe adoptar el prestador de servicios.
- sobre trato nacional: «cada miembro otorgará a los servicios y a los proveedores de servicios de cualquier otro miembro, con respecto a todas las medidas que afecten al suministro de servicios, un trato no menos favorable que el que dispense a sus propios servicios similares o proveedores de servicios similares».[2]
- compromisos adicionales, que puedan establecerse entre los miembros, referidos a títulos de aptitud, y normas o cuestiones relacionadas con las licencias.

Los países miembros son libres de adoptar los compromisos que deseen, y en los sectores de servicios que ellos decidan. El conjunto de los compromisos adquiridos por cada país se consigna en una "lista nacional". El artículo XXI del tratado permite a un país miembro modificar o retirar en cualquier momento cualquier compromiso tres años después de su entrada en vigor. No obstante en la práctica resulta difícil, por no decir impracticable, cerrar al libre mercado un sector previamente liberalizado, al margen de las compensaciones que, según el acuerdo, debería asumir el miembro modificante. Hasta el año 2011, únicamente dos miembros habían ejercido este derecho:
- la Unión Europea inició en 2003 los trámites para armonizar los compromisos adquiridos por Austria, Finlandia y Suecia, países incorporados a la Unión con posterioridad a la entrada en vigor del AGCS.[3]
- los Estados Unidos retiraron unilateralmente sus compromisos en materia de juego y apuestas por internet, después de que el Órgano de Apelación de la OMC dictaminara en su contra en una reclamación presentada por Antigua y otros países.[4]

### Modalidades de prestación de los servicios
El Acuerdo General sobre el Comercio de Servicios establece cuatro modalidades de prestación de los servicios:
1. El suministro transfronterizo: un suministrador de un país miembro presta el servicio en otro país, pero sin estar presente (por correo, medios telemáticos...)
2. El consumo en el extranjero: el consumidor se desplaza de un país a otro para recibir el servicio, como en el caso, por ejemplo, de un paciente que se traslada a otro país para recibir allí el tratamiento.
3. La presencia comercial: un proveedor de servicios de un país miembro se implanta físicamente en otro país, para prestar allí servicios in situ.
4. La presencia de personas físicas: similar a la presencia comercial pero para el caso de personas en lugar de entidades: profesionales liberales, etc.

En las dos primeras modalidades, el prestador de los servicios no se desplaza físicamente al país de destino. Por el contrario, en las dos últimas modalidades, el suministrador se implanta de un modo u otro en los países que reciben los servicios, bien mediante el desplazamiento temporal o mediante un establecimiento permanente.

### Sectores afectados
El tratado tiene la vocación de abarcar todos los servicios, desde servicios profesionales o financieros, hasta comunicaciones o transportes, pasando por el entretenimiento o el turismo. Los sectores de servicios afectados por el tratado están recogidos en el documento MTN.GNS/W/120, que proporciona una relación de todos los sectores susceptibles de negociarse al amparo del AGCS.
Según el artículo primero del tratado existen dos sectores expresamente excluidos:
- los "servicios suministrados en ejercicio de facultades gubernamentales", que no se prestan en condiciones de libre competencia, o de manera comercial. Servicios tales como la sanidad, educación o seguridad social, están excluidos del tratado en caso de que los preste el gobierno fuera del mercado; pero sí que están incluidos en caso contrario, y así vienen recogidos en la lista MTN.GNS/W/120.
- los "servicios directamente relacionados con el tráfico aéreo", ni las medidas que afectan a los derechos de tráfico aéreo. No obstante, el Consejo del Comercio de Servicios examinará periódicamente la evolución del sector, para considerar la posibilidad de una mayor aplicación del AGCS en este sector.[6]

## Controversia
A pesar de que los gobiernos nacionales tienen la potestad de excluir servicios específicos del ámbito de aplicación del Acuerdo, también se encuentran sometidos a presiones internacionales por parte de intereses empresariales para que no excluyan ningún servicio prestado "en condiciones comerciales". Ciertos servicios públicos esenciales como el suministro de agua o electricidad a menudo son facturados a los consumidores, o tienen una financiación mixta público-privada, por lo que podría argumentarse que se prestan de modo comercial. Lo mismo puede decirse de varios servicios relacionados con la sanidad y la educación, que ciertos países pretenden exportar. Bajo la definición recogida en el AGCS, virtualmente cualquier servicio se presta en condiciones comerciales, a excepción de ciertas áreas como la policía, defensa, justicia y administración pública.
A largo plazo, esto podría propiciar la privatización o mercantilización de gran parte, o incluso de todos los servicios públicos disponibles para la población en general, considerados como un derecho social sostenido mediante impuestos. En su lugar se pasaría a un sistema en el que los servicios sería prestados por concesionarias privadas, o incluso a un sistema totalmente privatizado en el estos servicios estarían disponibles solo para quienes puedan pagarlos. Este proceso se encuentra bastante avanzado en muchos países, a menudo sin informar o consultar a la ciudadanía.
En 2001, diversas asociaciones universitarias firmaron un manifiesto instando a los gobiernos a no incluir la enseñanza postsecundaria en los acuerdos del AGCS. Suscribían el documento la Association of Universities and Colleges of Canada (Canadá, el American Council on Education y el Council for Higher Education Accreditation (Estados Unidos, y la European University Association (Unión Europea).
Los servicios relacionados con la gestión del agua no formaban parte del acuerdo en la primera versión de 1995. En la Ronda de Doha, la Unión Europea impulsó la aplicación del AGCS a este sector, a pesar de declarar que no pretendía abrir su propio mercado del agua a empresas extranjeras. El Fondo Mundial para la Naturaleza (WWF) y el Center for International Environmental Law (CIEL), pusieron de manifiesto en su informe GATS,Water and the Environment ( El AGCS, el agua y el medio ambiente) que el AGCS podía suponer una amenaza para la preservación de los recursos hídricos, al anular o desautorizar las legislaciones nacionales que protegen este recurso frente a la sobreexplotación o el vertido de contaminantes. Así mismo, instaba a los países a no adoptar compromisos en materia del agua, en tanto no se modificasen aspectos esenciales del acuerdo.
Ciertos grupos activistas consideran que el AGCS reduce la capacidad y autoridad de los gobiernos para regular las actividades comerciales dentro de sus fronteras, anteponiendo los intereses empresariales a los de los ciudadanos. En 2003 la red GATS Watch publicó un manifiesto crítico suscrito por 500 organizaciones de 60 países. El AGCS también ha sido criticado por considerar que tiende a sustituir la autoridad de la legislación y los tribunales nacionales, mediante un sistema de resolución de disputas a base de audiencias a puerta cerrada. En marzo de 2001, la secretaría de la Organización Mundial de Comercio publicó el documento titulado
GATS - Fact and Fiction (AGCS - Realidad y ficción) con el fin de rebatir las críticas que había recibido.